# ムフ・アリエフ
ムフ・ギムバトヴィチ・アリエフ（ГІалиев МухІу、ロシア語: Муху Гимбатович Алиев、アヴァル語: Мухlу Гьимбатил Гlалиев、Mukhu Gimbatovich Aliyev、1940年8月6日 -）は、ロシア連邦ダゲスタン共和国の政治家。大統領（初代）などを歴任。アヴァール人。

## 経歴・概要
1964～1966年、ダゲスタン大学のコムソモール委員会書記、後に哲学部の大学院生。1969年から、コムソモール・マハチカラ市委員会第一書記、1972年から、ソ連共産党マハチカラ・ソビエト地区委員会第一書記。1985年、ソ連共産党ダゲスタン州委員会党組織・人事業務課主任に任命。
1990～1991年、ソ連共産党ダゲスタン州委員会第一書記。1991年12月21日から、ダゲスタン最高会議副議長。1992年から、ダゲスタン経済会議議長。
1994年7月、ダゲスタン最高会議議長に選出。1995年3月、ダゲスタン共和国人民会議代議員、後にその議長に選出。1996年1月、連邦会議議員となり、連邦会議国際問題委員会副委員長に任命。
2006年2月20日、大統領として承認。1期務め、2010年2月20日に退任した。

## パーソナル
ダゲスタン自治ソビエト社会主義共和国フンザフ地区タヌシ村出身。妻帯、2児を有する。
1962年、ダゲスタン大学哲学部を卒業。哲学科学準博士。
4等「祖国に対する貢献」勲章、労働赤旗勲章、「名誉記章」勲章を授与。